# نجاسة
النجاسة بالمفهوم العام في اللغة هي: „القذارة„ بمعنى: كل مستقذر ويقال: نجس الشخص بمعنى: خبث طبعه. ودنس خلقه، والنجس: القذر أو غير الطاهر. ويقال: دنِس الثياب بمعنى: خبيث الفعل. وفي الشرع الإسلامي هي: قذارة مخصوصة، تمنع صحة الصلاة، ويجب على الشخص التحرز منها، والتطهر. قال الله تعالى: ﴿وَثِيَابَكَ فَطَهِّرْ ۝٤﴾ [المدثر:4] وقال الله تعالى: ﴿لَا تَقُمْ فِيهِ أَبَدًا لَمَسْجِدٌ أُسِّسَ عَلَى التَّقْوَى مِنْ أَوَّلِ يَوْمٍ أَحَقُّ أَنْ تَقُومَ فِيهِ فِيهِ رِجَالٌ يُحِبُّونَ أَنْ يَتَطَهَّرُوا وَاللَّهُ يُحِبُّ الْمُطَّهِّرِينَ ۝١٠٨﴾ [التوبة:108].
والنجاسات في علم فروع الفقه، أحد أبواب „كتاب الطهارة، وثاني مقدماتها بعد باب المياه.وتشمل: تعريف النجاسة، وأنواعها، وأقسامها، وكيفية تطهيرها، وأحكاما أخرى، إضافة إلى أحكام موضوعات أخرى متعلقة بها.

## تعريف النجاسة
النجاسة بالمفهوم العام هي: كل مستقذر وتسمى: رجسا سواء كانت معنوية يقصد بها الرذيلة ويقال في كلام العرب دنِس الثياب : خبيث الفعل،
ودنّس ثيابه إذا نكث عهده ومنه قول الله تعالى: ﴿يَا أَيُّهَا الَّذِينَ آمَنُوا إِنَّمَا الْمُشْرِكُونَ نَجَسٌ فَلَا يَقْرَبُوا الْمَسْجِدَ الْحَرَامَ بَعْدَ عَامِهِمْ هَذَا وَإِنْ خِفْتُمْ عَيْلَةً فَسَوْفَ يُغْنِيكُمُ اللَّهُ مِنْ فَضْلِهِ إِنْ شَاءَ إِنَّ اللَّهَ عَلِيمٌ حَكِيمٌ ۝٢٨﴾ [التوبة:28] والمقصود نجس الاعتقاد،  لأن الله تعالى كرّم بني آدم. أو نجاسة حسية وهي عند فقهاء الإسلام: إما قذارة لاتمنع صحة الصلاة، كالبصاق مثلا وإما غيرذلك مثل بول الإنسان وتسمى نجاسة في اصطلاح الفقهاء
وهي : (مستقذر يمنع صحة الصلاة حيث لا مرخص).

## أنواع النجاسات
كل ما خرج من السبيلين فهو نجس. وبعض العلماء كالشافعي استثنوا مني الآدمي حيث انه أصل الإنسان. وكذلك الدم المسفوح—بعض العلماء استثنوا دم السمك—والقيح والصديد والقيء والميتة—ما عدا ميتة الآدمي والسمك والجراد وهذا ليس محل اتفاق بين العلماء حيث ان بعضهم طهر كل البهائم)— والخمر نجس۔

### البول
بول الحيوانات التي يؤكل لحمها اختلف العلماء في نجاسته، أما بول الإنسان فكله نجس ما عدا بول الصبي الذي لم يأكل الطعام ويجب غسل البدن أو الثوب إذا أصابة هذا البول۔
ومن الأعيان النجسة:-
- الميتة وهي زائلة الحياة بغير ذكاة شرعية ويستثنى

ميتة السمك والجراد لقول الله تعالى (أحل لكم صيد البحر وطعامه)،
وحديث (أحل لكم ميتتان ودمان فأما الميتتان فالحوت والجراد
وأما الدمان فالكبد والطحال)،
وكذلك الآدمي لحديث (إن المسلم لاينجس)،
- الدم المسفوح لقول الله تعالى: ﴿قُلْ لَا أَجِدُ فِي مَا أُوحِيَ إِلَيَّ مُحَرَّمًا عَلَى طَاعِمٍ يَطْعَمُهُ إِلَّا أَنْ يَكُونَ مَيْتَةً أَوْ دَمًا مَسْفُوحًا أَوْ لَحْمَ خِنْزِيرٍ فَإِنَّهُ رِجْسٌ أَوْ فِسْقًا أُهِلَّ لِغَيْرِ اللَّهِ بِهِ فَمَنِ اضْطُرَّ غَيْرَ بَاغٍ وَلَا عَادٍ فَإِنَّ رَبَّكَ غَفُورٌ رَحِيمٌ ۝١٤٥﴾ [الأنعام:145]
- الكلب [4] ،

وفي الحديث (إذا ولغ الكلب في إنآء أحدكم فليغسله سبعا إحداهن بتراب)،
أخرجه البخاري وغيره.

## إزالة النجاسة
يطلب التحرز عن النجاسة، وإزالتها بوسائل التطهير،
مثل: الماء، والتراب.
- بول الصبي: دون الحولين، إذا لم يطعم غير اللبن

ُيطهر برش الماء
- نجاسة الكلب والخنزير: تطهر بغسلها بالماء سبع

مرات، إحداهن بتراب. 
- باقي أنواع النجاسات: تطهر بإزالة أوصافها (الطعم/ اللون/ الرائحة)،

وإذا كانت هذه الأوصاف غير ظاهرة، كالبول إذا وقع على
الثوب مثلا، يكفي جريان الماء على موضع النجاسة،
أو على جميع الثوب، إذا لم يُعلم تحديد الموضع الذي وقعت فيه.
والنجاسة عموما إما عينية، وإما حكمية،
فالعينية هي: ذات النجاسة التي ندركها، والحكمية هي:
التي يُحكم بوجودها بعد إزالة عينها، أو عند اختفاء أوصافها.
وتطهّر النجاسة العينية، بإزالة عينها، وغسل موضعها بالماء،
حتى تزول أوصافها.

## الاستطابة
الاستطابة هي أحد فصول باب النجاسات،
ويقصد بها ما يشمل الإستنجاء، أو قضاء الحاجة،
وما يتعلق بذلك من أحكام وآداب وغير ذلك،
ويتضمن أيضا أحكام طهارة دائم الحدث.

### الإستنجاء
الإستنجاء هو: نوع من الطهارة الواجبة في الدين الإسلامي فكل مائع خرج من السبيلين نجس، بولا كان أو غيره. ويحصل باستخدام الماء، ويحصل الإستنجاء أيضا بالإستجمار، وهو: استخدام الحجر الشرعي وهو: كل طاهر قالع غير محترم.
ويجوز الإستنجاء بالماء أو الحجر، والأفضل بهما بالحجر ثم بالماء، عند تيسر ذلك، فإن أقتصر على أحدهما فالماء أفضل، واختلاف الظروف عن الماضي لا سيما مع وجود المراحيض، التي لاحاجة معها لاستعمال الحجارة.

## أهمية التحرز من البول والنجاسة
| نجاسة           | عن ابن عباس رضي الله عنهما. أن النبي صلى الله عليه وسلم مر بقبرين فقال: إنهما ليعذبان، وما يعذبان في كبير، أما أحدهما فكان لايستبرئ من البول، وأما الآخر فكان يمشي في الناس بالنميمة. فأخذ جريدة رطبة من نخل فشقها نصفين، ثم غرز في كل قبر واحدة، وقال: لعله يخفف عنهما ما لم ييبسا. | نجاسة |
| — البخاري ومسلم | |       |